# Salem (Illinois)
Salem é uma cidade localizada no estado americano de Illinois, no Condado de Marion.

## Demografia
Segundo o censo americano de 2000, a sua população era de 7909 habitantes.
Em 2006, foi estimada uma população de 7551, um decréscimo de 358 (-4.5%).

## Geografia
De acordo com o United States Census Bureau tem uma área de
16,2 km², dos quais 15,8 km² cobertos por terra e 0,4 km² cobertos por água.

## Localidades na vizinhança
O diagrama seguinte representa as localidades num raio de 16 km ao redor de Salem.